# Almo (Zweden)
Almo is een plaats in de gemeente Leksand in het landschap Dalarna en de provincie Dalarnas län in Zweden. De plaats heeft 64 inwoners (2005) en een oppervlakte van 17 hectare.